# St. Anna (Grodziszcze)

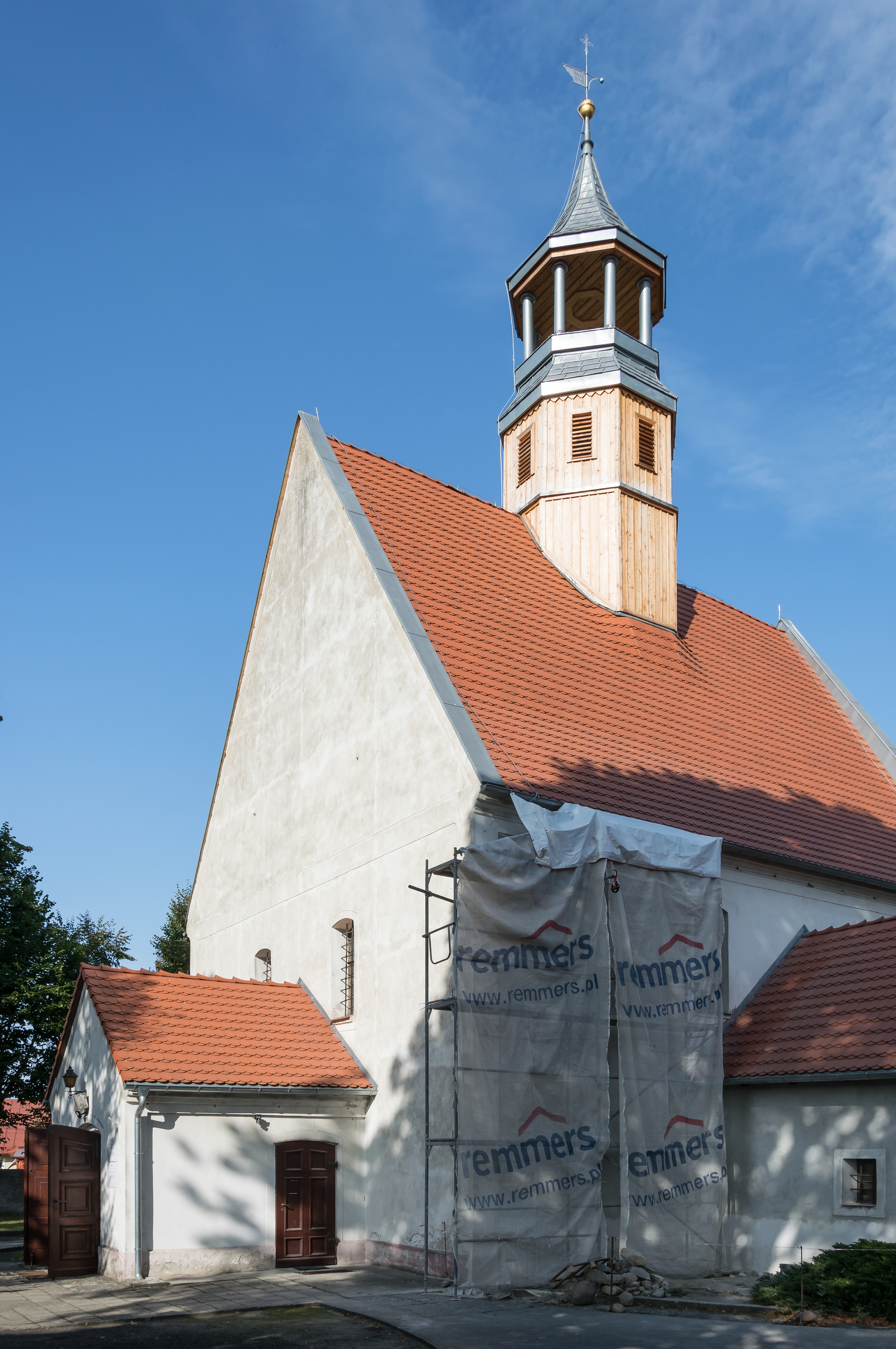
St.-Anna-Kirche in Grodziszcze

Die römisch-katholische Pfarrkirche St. Anna (polnisch kościół pw. św. Anny) in Grodziszcze (deutsch Gräditz) einem Ort in der Landgemeinde Świdnica (Schweidnitz) in der Woiwodschaft Niederschlesien in Polen geht auf eine Gründung des 13. Jahrhunderts zurück. Als Baudenkmal mit der Nummer A/1790/1677 ist sie geschützt.

## Geschichte
Der Ort, der zu den ältesten Niederschlesiens zählt, ist seit der Jungsteinzeit besiedelt. Bei Ausgrabungen auf einem Hügel hinter der Peile konnten die Überreste eines Rundwalles nachgewiesen werden. Im 11. Jahrhundert war Gräditz Sitz der 1155 in der Bulle Papst Hadrian IV. erwähnten Kastellanei „Gramolin“. Die militärischen Aufgaben übernahm nach ihrer Gründung die Stadt Schweidnitz. Wann die Kirche des Ortes gegründet wurde, ist unbekannt. Die erste urkundliche Erwähnung erfolgte 1259 als der Breslauer Bischof Thomas I. die Seelsorge zwischen Gräditz und Goglau derart festlegte, dass sich Gräditz ausschließlich mit diesem Dorf begnügen sollte. 1343 ist auch erstmals ein Pfarrer Nikolaus erwähnt. Die heutige aus Bruchstein gebaute Kirche stammt im Wesentlichen aus dem 16. Jahrhundert. 1506 wurde eine 72 cm große Glocke mit der Inschrift: „o rex glorie veni cum pace. hilf maria anno domini mcccccvi“ gestiftet. Nach der Reformationszeit nutzte die evangelische Gemeinde das Gotteshaus, bis sie durch die Gegenreformation 1653 den Katholiken zurückgegeben werden musste. Das Kirchenpatronat oblag damals den Grundherren von Zedlitz und von Tschirnhaus. Von der Übergabe der Kirche an die kaiserlichen Kommissare ist folgender Bericht überliefert:

„Den 18ten December wie wir früh die Kirche zu Gräditz apprehendiren wollen, hatte sich der Zedlische Kirchenvater verlaufen und brachte das Weib die Schlüssel herbei. Der Herr von Rostock, als Präbendat des h. Kreuzes zu Breslau, das hiesige Kirchenlehn mit prätendirend, nahm sie "tanquam privata persona" zu sich und übergab sie uns kaiserl. Kommissarien, bittend es "ad notam zu" nehmen und protestirte zugleich wider die vermeinte Prätension des v. Zedlitzes und Frauen von Tschirnhausen auf das Gräditzsche Kirchenlehn. Hernach ward die Kirche reconciliirt, Messe darin gehalten und dem Schweidnitzschen Dominikanerprior P. Crispinus Mücke, dieselbe auf eine Zeit lang zu versehen, anvertraut. Allhier ist Nichts als das Geläute vorhanden gewesen.“

Im 18. und 19. Jahrhundert wurde die Kirche umgebaut. Zur katholischen Kirche waren vor 1945 gepfarrt: Gräditz und Kreisau mit Filialkirchen in Wierischau und Faulbrück. Am 12. Mai 1966 erfolgte die Aufnahme in die Liste der staatlichen Baudenkmäler. Renovierungsmaßnahmen fanden in den 1930er und 1980er Jahren statt. Zur Pfarrei St. Anna gehören gegenwärtig folgende Kirchen in: Grodziszcze, Boleścin, Krzyżowa, Krzczonów.

## Beschreibung

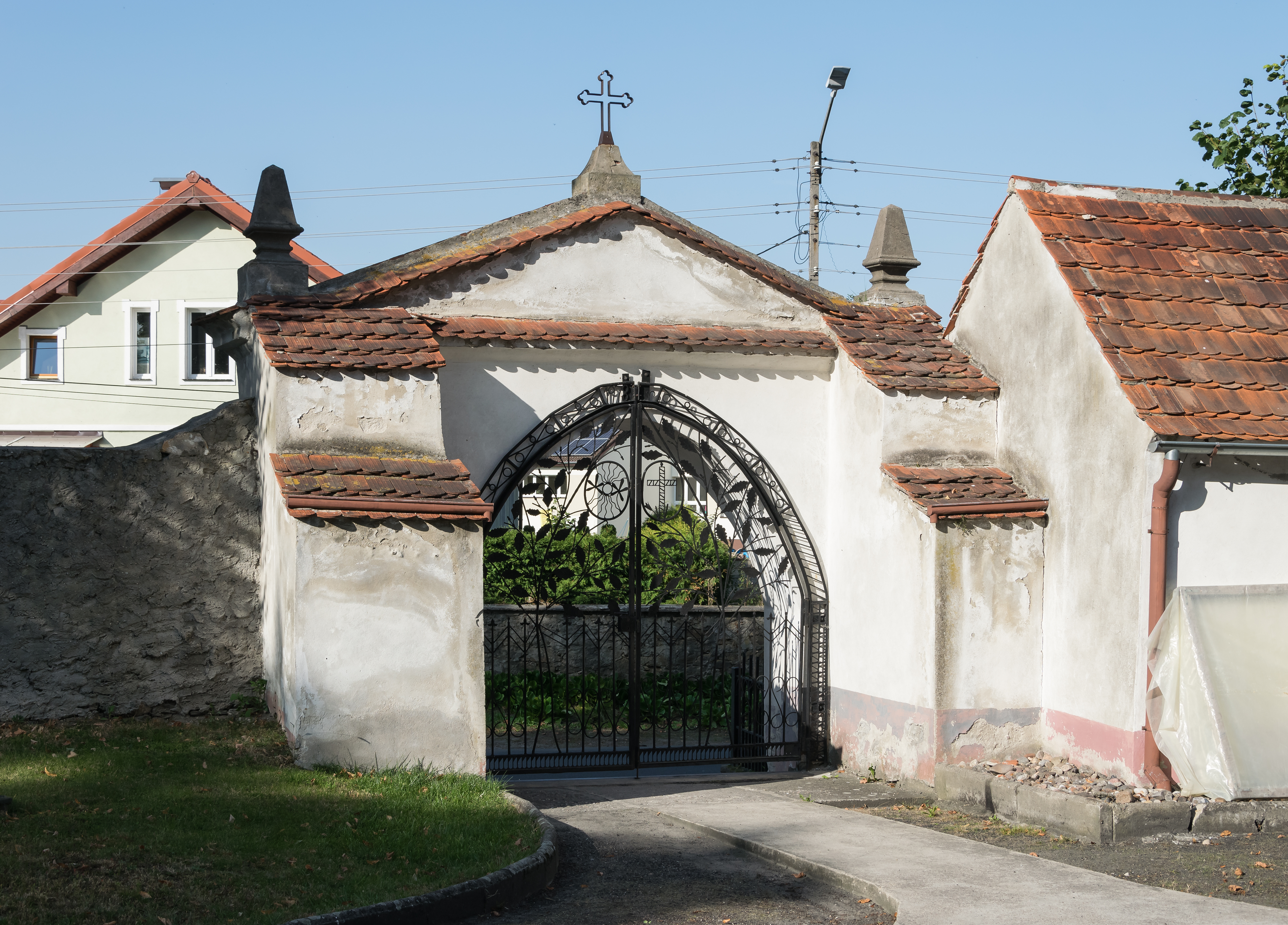
Altes Eingangstor

Die Kirche ist einschiffig. Auf dem Dach befindet sich ein achteckiger hölzerner Glockenturm. Das Kirchenschiff besitzt eine hölzerne Flachdecke, der rechteckige Chor ein Kreuzgewölbe und der Eingang zur Sakristei ein gotisches Sandsteinportal. Zur Ausstattung zählen ein neugotischer Altar, ein spätgotischer Taufstein von 1585 und eine barocke Orgel von 1783 des Orgelbauers Johann Jakob Michael Burger aus Neiße. Letztere wurde 1925 von dem Orgelbauunternehmen Schlag & Söhne aus Schweidnitz umgebaut. Die Kirche ist umgeben von einem alten Friedhof mit Umfassungsmauer und drei Eingangstoren, auf dem sich noch vereinzelt deutsche Grabsteine aus dem 18. bis 19. Jahrhundert befinden. An der Friedhofsmauer stehen zwei mittelalterliche Sühnekreuze. Zur Kirche gehören ein Wirtschaftsgebäude und ein Pfarrhaus aus dem 18. bis 19. Jahrhundert.